# موجهة الغدد التناسلية المشيمائية
هرمون موجهة الغدد التناسلية المشيمائية البشرية (بالإنجليزية: human chorionic gonadotropin)‏ (إتش سي جي= HCG)، هرمون تفرزه المشيمة بعد الانغراس. يُكشف عن وجود هرمون إتش سي جي في بعض اختبارات الحمل (أشرطة اختبار الحمل المعتمدة على إتش سي جي). تفرز بعض الأورام السرطانية هذا الهرمون. لذلك، يمكن أن تؤدي المستويات المرتفعة منه في حال لم تكن المريضة حاملًا إلى تشخيص السرطان، أو تشخيص متلازمة الأباعد الورمية إذا كانت مستوياته عالية بما فيه الكفاية، لكن ليس من المعروف ما إذا كان هذا الإفراز سببًا مساهمًا في السرطان أو تأثيرًا له. تفرز الغدة النخامية نظير هرمون الإتش سي جي النخامي، الذي يُعرف بالهرمون المنشط للجسم الأصفر، لدى الذكور والإناث في جميع الأعمار.
فيما يتعلق بالأشكال الداخلية من الإتش سي جي، هناك طرق مختلفة لتصنيفها وقياسها، ومنها الإتش سي جي الكلي، وإتش سي جي الببتيد ذو النهاية الكربوكسيلية الكلي، وإتش سي جي السوي، وإتش سي جي ذو الوحدة الفرعية (β) الحرة، وإتش سي جي ذو الشدفة المركزية (β)، وإتش سي جي مفرط الغليكوزيلاتية، وإتش سي جي المثلم، وألفا إتش سي جي، وإتش سي جي النخامي. بالنسبة للتحضير الصيدلاني للإتش سي جي من المصادر الحيوانية أو الاصطناعية، هناك العديد من مستحضرات موجهات الأقناد، بعضها مضبوط طبيًا وبعضها الآخر ذو طبيعة دجلية. اعتبارًا من 6 ديسمبر 2011، حظرت إدارة الغذاء والدواء الأمريكية بيع منتجات «المعالجة المثلية» ومنتجات إتش سي جي المتاحة دون وصفة طبية وأعلنت أنها احتيالية وغير قانونية.

## بنيته
هرمون موجهة الغدد التناسلية المشيمائية البشرية هو بروتين سكري يتكون من 237 حمض أميني بكتلة جزيئية تبلغ 36.7 كيلو دالتون، ونحو 14.5 ألفا إتش سي جي و22.2 كيلو دالتون من بيتا إتش سي جي.
يعد مثنويًا مغايرًا، ويتألف من وحدة فرعية (α) ألفا مماثلة للهرمون المنشط للجسم الأصفر، والهرمون المنشط للحوصلة، والهرمون المنبه للدرقية، ووحدة فرعية (β) بيتا فريدة بالإتش سي جي.
· يبلغ طول الوحدة الفرعية (α) 92 حمضًا أمينيًا.
· تحوي الوحدة الفرعية (β) من موجهة الغدد التناسلية المشيمائية البشرية على 145 حمضًا أمينيًا، مشفرة بواسطة ستة جينات متناظرة للغاية مرتبة في أزواج مترادفة ومعكوسة على الكروموسوم 19q13.3 CGB (1,2,3,5,7,8). من المعروف أن CGB7 لديه تسلسل مختلف قليلًا عن تسلسل البروتينات الأخرى.
تشكل الوحدتان الفرعيتان مركزًا صغيرًا كارهًا للماء محاط بنسبة عالية من السطح إلى الحجم: 2.8 ضعفًا للمحيط. تعد الغالبية العظمى من الأحماض الأمينية الخارجية محبة للماء.
يتشابه بيتا-إتش سي جي في الغالب مع بيتا-إل إتش، باستثناء الببتيد ذي النهاية الكربوكسيلية الذي يحتوي على أربعة بواقي سيرين مرتبطة بالغليكوزيل مسؤولة عن نصف عمر إتش سي جي الأطول.

## وظيفته
يتفاعل هرمون موجهة الغدد التناسلية المشيمائية البشرية مع مستقبل الإل إتش/الهرمون المشيمائي في المبيض ويعزز الحفاظ على الجسم الأصفر خلال بداية الحمل. يسمح ذلك للجسم الأصفر بإفراز هرمون البروجسترون خلال الثلث الأول. يزود البروجسترون الرحم ببطانة سميكة من الأوعية الدموية والشعيرات الدموية حتى تتمكن من الحفاظ على نمو الجنين.
بسبب شحنته السلبية للغاية، قد يصد الإتش سي جي الخلايا المناعية للأم، ويحمي الجنين خلال الثلث الأول. افتُرض أيضًا أن الإتش سي جي قد يكون رابطًا مشيميًا لتطور التحمل المناعي الموضعي للأمهات. على سبيل المثال، تحرض خلايا بطانة الرحم المعالجة بالإتش سي جي زيادة استماتة الخلايا التائية (انحلال الخلايا التائية). تشير هذه النتائج إلى أن الإتش سي جي قد يكون حلقة وصل في تطور التحمل المناعي للأرومة الغاذية المحيطية، وقد يسهل غزو الأرومة الغاذية، ما يسرع نمو الجنين داخل بطانة الرحم. وقد اقترح أيضًا أن لمستويات إتش سي جي علاقة بشدة غثيان الصباح أو القيء المفرط الحملي لدى النساء الحوامل.
بسبب تشابهه مع الإل إتش، يمكن أيضًا استخدام إتش سي جي سريريًا لتحريض الإباضة في المبيضين وكذلك إنتاج هرمون التستوستيرون في الخصيتين. نظرًا لأن النساء الحوامل هن المصدر البيولوجي الأكثر وفرة للهرمون في الوقت الحاضر، تقوم بعض المنظمات بجمع البول من النساء الحوامل لاستخراج إتش سي جي واستخدامه في علاج الخصوبة.
يلعب هرمون موجهة الغدد التناسلية المشيمائية البشرية أيضًا دورًا في التمايز/التكاثر الخلوي وقد ينشط الاستماتة.